# Чещарин, Иван Васильевич
Иван Васильевич Чещарин (7 июля 1924 — 30 апреля 2000) — Герой Советского Союза, сержант, командир отделения взвода инженерной разведки 665-го отдельного саперного батальона 385-й стрелковой дивизии 50-й армии 2-го Белорусского фронта, участник Великой Отечественной войны.

## Биография
Родился 7 июля 1924 года в деревне Шилово, ныне Волоколамского района Московской области, в крестьянской семье. Русский. Окончил 7 классов сельской школы.
Осенью 1941 году был мобилизован на строительство оборонительных сооружений. С группой земляков копал противотанковые рвы у города Клин, в ноябре 1941 года оказался на оккупированной территории. Пока ребята копали рвы и окопы, гитлеровцы заняли город. Был направлен в лагерь военнопленных в Белоруссию, а затем, как не воевавшего против гитлеровцев, его направили на хозяйственные работы: возил на лошади разные грузы, работал на рубке леса. В начале 1943 года вместе с другими бежал к партизанам, через несколько месяцев был переправлен на освобожденную территорию. В лагере в городе Рославль Смоленской
области прошёл проверку.
В сентябре 1943 года Рославльским райвоенкоматом был мобилизован в Красную Армию. С декабря того же года участвовал в боях с захватчиками, весь боевой путь прошел в составе 665-го отдельного сапёрного батальона 385-й стрелковой дивизии, сначала рядовым сапёром, потом командиром отделения. Сапёрное дело осваивал в боевых условиях.
За несколько месяцев боев был награждён двумя боевыми орденами и медалью «За отвагу». Был дважды ранен и контужен, но всегда возвращался в свою часть. Особо отличился в боях за освобождение Белоруссии в первые дни операции «Багратион». Ещё при подготовке к операции 21 июня 1944 года сделал проходы в проволочных заграждениях и обеспечил захват контрольного пленного, был представлен к награждению орденом Славы 2-й степени, награждён орденом Отечественной войны 2-й степени.
25 июня 1944 года у деревни Головенчицы (Чаусский район Могилёвской области) отделение сержанта Чещарина проделало 2 прохода в проволочных заграждениях и минных полях противника, чем обеспечило прорыв переднего края обороны противника.
27 июня, обеспечивая форсирование реки Днепр стрелковым батальоном 1270-го стрелкового полка у деревни Дашковка в Могилевской области, сапёры сержанта Чещарина захватили 5 надувных лодок противника и переправили на них пулеметные расчёты. Лично проделав проход в проволочных заграждениях, с двумя бойцами первым ворвался во вражескую траншею, уничтожил пулемётный расчёт и захватил пулемёт. Был представлен к присвоению Героя Советского Союза. В дальнейшем участвовал в освобождении Польши, дошел до границы с Восточной Пруссией. В одной из боевых операций в сентябре 1944 года при проведении инженерной разведки под городом Ломжа (Подляское воеводство, Польша) был тяжело ранен очередью из автомата в ногу. Сутки пролежал на нейтральной территории, был эвакуирован в тыл. В госпиталях в городах Рославль и Бухара провел восемь месяцев, был комиссован по инвалидности.
Ещё в госпитале узнал о последней боевой награде — ордене Отечественной войны 2-й степени, а уже вернувшись домой, прочитал Указ о присвоении звания Героя.
Указом Президиума Верховного Совета СССР от 24 марта 1945 года за образцовое выполнение заданий командования на фронте борьбы с
немецкими захватчиками и проявленные при этом отвагу и геройство сержанту Чещарину Ивану Васильевичу присвоено звание Героя Советского Союза с вручением ордена Ленина и медали «Золотая Звезда» (№ 7301).

 Воспоминания М. Сорокина, председателя совета ветеранов 385-й Краснознамённой, ордена Суворова II степени, Кричёвской стрелковой дивизии:
— Мне не довелось дойти до Днепра, за форсирование которого девять кричевцев были удостоены высокого звания Героя Советского Союза. Но их имена мне никогда не забыть: Михаил Павлович Докучаев, Маркел Егорович Шаров, Михаил Ермолаевич Волков, узбек Шада Шаимов. Многие ещё живы сегодня. Среди них Иван Васильевич Чещарин, он живёт ныне в Моршанске. Тогда это был восемнадцатилетний парнишка, комсомолец, молчаливый и отчаянно смелый, из тех, кому страх, казалось, неведом. Он пришёл к нам с оккупированной территории, и память о жутких зверствах фашистов, издевавшихся над беззащитными людьми, неудержимо звала его в бой, к мщению. Какое бы задание ни требовалось выполнить, он всегда первым говорил: «Давайте я сделаю». И делал.
Мой взвод ходил в разведку — расчищал солдатам заминированный путь. Перед очередной вылазкой называю фамилии тех, кто пойдёт со мной, а он выйдет вперёд, уставится на меня большими глазами и ждёт. Последний раз на войне я видел Ивана в Белоруссии на реке Ресте. Он пошёл на заминированный мост первым, я — за ним. Иван успел обезвредить мины, обрезал провода, но немцы нас увидели и из дальнобойного орудия ударили по мосту. Прямое попадание, и пролёт, под которым мы укрылись, целиком взлетел на воздух. Я, раненый в голову, очнулся уже в госпитале. Прошло тридцать лет. Я нашёл Ивана Чещарина, мы встретились. «Знаешь, — сказал он мне, — а ведь я тебя тогда из реки вытащил».
— http://385-division.livejournal.com/6866.html
В 1945 году вернулся домой, в родное Шилово, там и узнал, что его отец погиб в 1943 году. Затем уехал к родственникам в Закарпатье, где прожил четыре года. Но так как климат не подходил для здоровья, пришлось переехать в Молдавию. В 1952 году переехал в город Моршанск Тамбовской области, женился, построил дом, у них с супругой родился сын, здесь он жил и работал многие годы.
Скончался 30 апреля 2000 года, похоронен на Моршанском городском кладбище.

## Награды
- Медаль «Золотая Звезда» Героя Советского Союза (24.03.1945)[1][2];
- орден Ленина (24.03.1945);
- орден Отечественной войны 1-й степени (11.03.1985);
- орден Отечественной войны 2-й степени (23.07.1944)[3][4];
- орден Красной Звезды (09.04.1944)[5];
- орден Славы 3-й степени (28.05.1944)[6];
- медали, в том числе:
  - медаль «За отвагу» (19.06.1944)[7];
  - медаль Жукова;
  - медаль «За победу над Германией в Великой Отечественной войне 1941—1945 гг.»;
  - медаль «Ветеран труда»;

## Память
- Имя Героя высечено золотыми буквами в зале Славы Центрального музея Великой Отечественной войны в Парке Победы города Москвы.